# LookSmart
LookSmart Ltd. ist ein auf Online-Werbung spezialisiertes US-amerikanisches Technologie-Unternehmen mit Sitz in San Francisco in Kalifornien.
In den Jahren 2001 bis einschließlich 2003 stellte das an der NASDAQ gehandelte Unternehmen die Suchtechnologie für MSN her.

## Geschichtliche Entwicklung
Homebase, so der ursprüngliche Name von LookSmart, wurde 1995 im australischen Melbourne vom Ehepaar Evan Thornley und Tracey Ellery gegründet. Ein kurzes Zwischenspiel gab Reader’s Digest als Hauptgesellschafter. Die Kernkompetenz des Unternehmens waren die zu der Zeit hochaktuellen Webverzeichnisse.
1998 wurde das Unternehmen in LookSmart umbenannt und der Unternehmenssitz nach San Francisco verlegt. Noch im gleichen Jahr lizenzierte Microsoft LookSmart-Technologien. Im August 1999 erfolgte der Börsengang an die New Yorker Börse. Das damit gewonnene Kapital wurde in Technologien für Online-Werbung investiert, aber auch die ursprüngliche Kernkompetenz durch den Kauf des damals nach Yahoo! Directory und dem Open Directory Project weltweit drittgrößten Webverzeichnisses Zeal gestärkt.
Einen wirtschaftlichen Rückschlag erlitt das Unternehmen, als im Jahr 2000 die Dotcom-Blase platzte und die meisten Kunden zahlungsunfähig wurden.
Nach Restrukturierungsmaßnahmen sorgten im Jahr 2001 weitere Verträge mit Microsoft für neuen Auftrieb. Unter anderem stellte LookSmart die Suchtechnologie für MSN. Außerdem fällt in diese Zeit die Entwicklung einer eigenen Pay-per-Click-Technologie, die auch auf unternehmenseigenen Webangeboten Verwendung fand.
2003 kündigte Microsoft sämtliche Verträge, was eine Neupositionierung von LookSmart notwendig machte. Zukäufe wie der bekannte Social-Bookmark-Service Furl sollten die eigene Position stärken. Die Strategie scheiterte.
Im März 2006 wurde das Webverzeichnis Zeal geschlossen. Damit verabschiedete sich LookSmart endgültig von seinen Wurzeln als Webkatalog-Service.
2007 wurden eingeführte Services wie der Webfilter Net Nanny, die Artikelsuchmaschine FindArticles.com oder der Suchdienst Grub verkauft, die Suchmaschine Wisenut wurde geschlossen. Die Domains Zeal.com bzw. Wisenut.com wurden veräußert.

## Aktuelles Geschäftsmodell
Aktuell bietet LookSmart Technologien und Services für Online-Werbung an. Neben einem eigenen PPC-Programm für Publisher und Advertiser bietet das Unternehmen die Dienste auch als White label an. Zu den bedeutenden Kunden zählen CNET und die New York Times.
Seit Ende 2007 ist MySpace Untermieter von LookSmart, das nur noch einen kleinen Teil des Gebäudes selbst nutzt.